# Edward Woods
Edward Woods (* 5. Juli 1903 in Los Angeles, Kalifornien; † 8. Oktober 1989 in Salt Lake City, Utah) war ein US-amerikanischer Schauspieler.

## Leben und Karriere
Nach seinem Abschluss an der University of Southern California begann Edward Woods seine Schauspielkarriere beim Theater, unter anderem spielte er am Theater in Salt Lake City im Stück The Copperhead den Sohn von Lionel Barrymore. 1927 machte er sein Debüt am Broadway im Melodram Speak Easy, in welchem er neben Leo G. Carroll und Ann Shoemaker spielte. Bis 1929 spielte er noch in drei weiteren Broadway-Stücken, ehe er sich – kurz nach Beginn des Tonfilms – Hollywood zuwandte.
In erster Linie ist er für seinen zweiten Film, den Gangsterklassiker Der öffentliche Feind von 1931, in Erinnerung geblieben. Hier spielte er Matt Doyle, den besten Freund und Kumpanen von James Cagneys Hauptfigur. Woods galt damals als potenzieller Star und war eigentlich zuerst für die Hauptrolle vorgesehen, doch der Regisseur William A. Wellman zeigte sich von Cagney so beeindruckt, dass er ihn kurz vor Beginn der Dreharbeiten mit Woods die Rollen tauschen ließ. Obwohl er für seinen Auftritt in Der öffentliche Feind Kritikerlob erhielt, verlief die weitere Filmkarriere von Woods im Mittelmaß: Er spielte eine Reihe größerer Nebenrollen in heute weitgehend vergessenen Filmen und übernahm auch einen kleineren Auftritt als Hotelpage in George Cukors starbesetzter Komödie Dinner um acht (1933). Zeitweise kehrte Woods wieder an den Broadway zurück und spielte im Januar 1938 in einer Bühnenversion von John Steinbecks Tortilla Flat.
Nach nur 13 Filmen zog Woods sich 1938 aus dem Filmgeschäft zurück. Anschließend arbeitete er unter anderem in den Bereichen Produktion und Marketing für 20th Century Fox und die Shubert Organization. Im Zweiten Weltkrieg arbeitete er gemeinsam mit Ronald Reagan an Werbefilmen für die United States Army. Seinen Ruhestand verbrachte Woods in Salt Lake City, wo er 1989 im Alter von 86 Jahren starb. Er und seine Frau Gabrielle Margery Morris, mit der er bis zu seinem Tod verheiratet war, hatten eine gemeinsame Tochter.

## Filmografie
- 1930: Mothers Cry
- 1931: Der öffentliche Feind (The Public Enemy)
- 1931: Local Boy Makes Good
- 1932: They Never Come Back
- 1932: Hot Saturday
- 1933: Reckless Decision
- 1933: Bondage
- 1933: Tarzan the Fearless
- 1933: Dinner um acht (Dinner at Eight)
- 1933: Marriage on Approval
- 1935: Fighting Lady
- 1937: Navy Blues
- 1938: Shadows Over Shanghai